# SCR-536

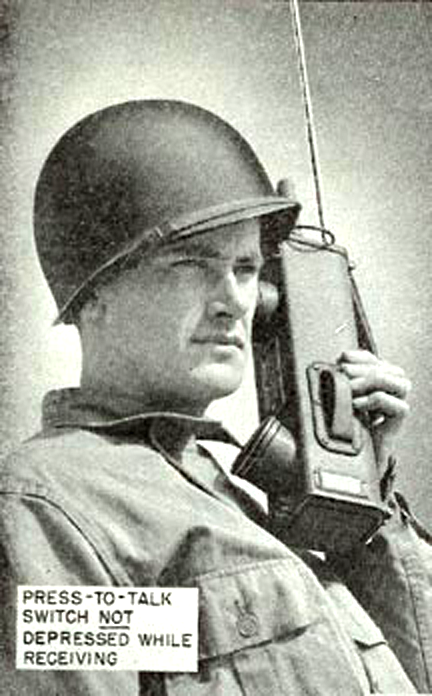
SCR-536で通話する兵士。

SCR-536は、第二次世界大戦でアメリカ軍によって使用された携帯無線電話機である。第二次世界大戦当時では最も小型の無線機だった。
通称「ハンディトーキー」と呼ばれていた。

## 歴史
SCR-536は1940年にGalvin Manufacturing社（現在のモトローラ社）で開発された。
1941年7月には大量生産が始まり、戦争終結までに13万台が製造された。
1942年11月アマチュアラジオ誌QSTで報道された。
戦後に日本で国産化されたJSCR-536が生産されている。

## 仕様
堅牢防水防塵ケースに収納されていて軍用として十分な強度を持っている。アンテナを引き出すと電源が入る仕組みで、ボタンを押すと送信される。当時の無線機としては非常に簡単な操作方法で取り扱うことができた。
- 通信距離
  - 地上約1マイル(1.5km)
  - 水上3マイル
- チャンネル数：50
- 周波数: HF（3.5〜6.0MHz; 1波、送受信水晶制御）
- 送信出力: 360ミリワット
- 構成真空管: 5本(3S4を2本,1R5,1T4,1S5)、送受信兼用
- 送信: 水晶発振1R5、電力増幅3S4、変調用音声増幅1S5、陽極変調3S4
- 受信: スーパーヘテロダイン方式、高周波増幅3S4、周波数変換1R5、中間周波増幅1T4、検波・低周波増幅1S5、出力増幅3S4
- 電源：乾電池
  - 低圧用　BA-37バッテリー 1.5V
  - 高圧用　BA-38バッテリー 103.5V
  - 使用時間：約一日
- アンテナ:伸縮式 1.1m
- 製造数:13万台